# Чисти ръце
Чисти ръце (на италиански: Mani pulite), известен също като Танджентополи (Tangentopoli), е журналистическото название, дадено на поредица от съдебни разследвания, проведени в Италия през първата половина на 90-те години на 20. век от различни съдебни прокуратури, по-специално миланската, които разкриват измамна, т.е. корумпирана система, включваща споразумение за измама между италианската политика и бизнес.
Последвалите медийното въздействие и атмосфера на възмущение на обществено мнение са такива, че довеждат до краха на т. нар. „Първа република“ и началото на Втората република в Италияː историческите партии на Италианската република като DC (Християндемократическа) и PSI (Италианската социалистическа партия) се разпускат и са заменени в парламента, на последващи избори, от новосформирани партии или такива, които преди това винаги са били в малцинство и в опозиция. И без формална смяна на режима настъпва дълбока промяна в партийната система и смяна на част от нейните представители.

## Произход на фразата
Фразата „Чисти ръце“, приложена към политиката, е измислена във филма за социално изобличение Le mani sulla città („Ръцете върху града“) от 1963 г.: в сцена от филма мнозинството депутати от Градския съвет на Неапол, в отговор на опозиционен съветник, който ги обвинява, че са с мръсни ръце (във връзка с вероятно участие в спекулации с недвижими имоти), те казват: „Нашите ръце са чисти!“ Фразата е възприета отново през 1975 г. от Джорджо Амендола, заместник на PCI (Италианската комунистическа партия), по време на интервю, публикувано от вестник „Мондо“, в което той заявява: „Казаха ни, че ръцете ни са чисти, защото никога не сме го слагали в тестото“. Изразът е възприет отново две години по-късно от писателя Клаудио Кастелачи и през 1980 г. от държавния глава Сандро Пертини. В тесен смисъл „Чисти ръце“ се отнася до досието, открито в Миланската прокуратурата през 1991 г. от Антонио Ди Пиетро, докато в по-широк смисъл се отнася до разследванията, провеждани и от други италиански прокуратури през 90-те години, които засягат именно тайното споразумение между политиката и бизнеса: всъщност се говори и за „Неаполитански чисти ръце“ за разследванията срещу Франческо Де Лоренцо, Антонио Гава и Паоло Чирино Помичино и за „Римски чисти ръце“ за разследванията срещу Джорджо Москети.

## Предистория
През 80-те години подкупите и скандалите за подкупи в Италия вече са започнали да се появяват малко по малко сред света на италианската политика и света на италианските бизнес, индустрия и финанси. По-конкретно, по това време Италианската социалдемократическа партия е отговорна за Отдел „Благоустройствени дейности“:  нейният представител Франко Николаци е начело на отдела почти непрекъснато от 1979 до 1987 г., като в крайна сметка е въвлечен още през март 1988 г. поради скандала със „златните затвори“.
През същия период се появяват и други „златни“ скандали (като Скандалът със златните чаршафи и други) и общественото доверие в политиката започва да се охлажда.

## История

### Арест на Марио Киеза и първи разследвания
Събитията започват в понеделник, 17 февруари 1992 г., когато прокурорът Антонио Ди Пиетро поисква и получава от съдията за предварителни разследвания Итало Кити заповед за арест на инж. Марио Киеза, президент на миланския старчески дом „Пио Алберго Тривулцио“ и водещ член на миланската Италианска социалистическа партия (PSI). Киеза е заловен в акта на извършване на престъпление, докато прибира подкуп от бизнесмена от Монца Лука Мани, който, уморен да плаща, се обръща към Карабинерите. Мани, в съгласие с карабинерите и Ди Пиетро, влиза в офиса на Киеза в 17:30 часа, носейки със себе си 7 млн. италиански лири, съответстващи на половината от подкупа, поискан от него от Киеза. Държавната поръчка, получен от компанията на Мани, всъщност е на стойност 140 млн., а Киеза поисква 10% за себе си, следователно подкуп от 14 млн. Мани има скрит микрофон и камера и веднага щом Киеза поставя парите в чекмеджето на бюрото, като казва, че е на разположение да плати трансакцията на вноски, военните нахлуват в стаята и съобщават за ареста. В този момент Киеза грабва плода на друг подкуп, този път на стойност 37 млн., и се скрива в съседната баня, където напразно се опитма да се отърве от откраднатото, хвърляйки банкнотите в тоалетната.
Новината предизвиква сензация, като се озовава на първите страници на вестниците и е подета от телевизионните новини. Социалистическият секретар Бетино Кракси, който тогава участва в предизборната кампания за националните политически избори, които ще се проведат през пролетта, в интервю, дадено на Даниела Вергара за новините на Rai 3, отрича съществуването на корупция на национално ниво, определяйки Марио Киеза като „изолиран престъпник“ в иначе непокътната Италианска социалистическа партия.

### Разрастване на разследванията и избори през 1992 г.
Затворен в затвора „Сан Виторе“ в Милано, Киеза първоначално не признава. Прокурорът Ди Пиетро, който при разследването на инженера открива и изземва две швейцарски сметки – Levissima и Fiuggi, се обажда на неговия адвокат Нерио Диода и му казва: „Адвокате, предайте на клиента си, че минералната вода е свършила“.
По време на разпита Киеза разкрива, че системата за подкупи е много по-мащабна, отколкото твърди Кракси. Според неговите изявления подкупът се е превърнал в нещо като „данък“, изискван в по-голямата част от поръчките. Политици и партии от всички цветове се възползват от системата, особено тези в правителството като Християндемократическата партия) и Италианската социалистическа партия. Киеза посочва и имената на замесените лица. Предвид деликатната политическа ситуация, в разгара на предизборната кампания, Ди Пиетро запазва най-голяма секретност по отношение на разследванията. Докато някои политически формации като Северната лига започват да се възползват от непрекъснато нарастващото народно възмущение, за да събират гласове (с лозунга „Рим- голям крадец!“), други, като DC, подценяват политическата тежест на Чисти ръце, а трети като Бетино Кракси обвиняват прокуратурата в Милано, че се движи според „точен политически план“.
Изборите от април 1992 г. са белязани от нарастване на безразличието на населението към политика, затворена и впримчена в същите модели от следвоенния период, неспособна да се обнови въпреки епохалните исторически промени от тези години. Спадът в консенсуса засяга почти всички основни партии: Християндемократическата партия пада от 34,31% на 29,66; PSI, достигнала своите исторически върхове в предишни консултации, пада с един процентен пункт; Италианска републиканска партия, Италианската либерална партия и Италианска демократическа социалистическа партия запазват позициите си. Демократическата партия на левицата и Партията на комунистическото възраждане, наследници на разпуснатата Италианска комунистическа партия, губят почти 5% от гласовете. Истинските победители от изборите са Северната лига и Рете – две наскоро основани формации, първата развита в Северна Италия, а другата в Южна, които правят истински бум, превръщайки морализацията и политическото обновление в свои движещи сили: движението Северна лига преминава от 2 парламентаристи (един депутат и един сенатор) до 80 (55 депутати и 25 сенатори), докато това, основано от бившия християндемократ Леолука Орландо, постига добри резултати, особено в Палермо и Торино, избирайки 15 парламентаристи на национално ниво (12 депутати и 3 сенатори).
На 17 юли 1993 г. сп. „Сабато“ – седмичното списание на католическото движение „Причастие и освобождение“, публикува досие за корупцията в политиката на Първата република, за факта, че съдебната власт е трябвало да е наясно с това и за предполагаемите престъпления на Антонио Ди Пиетро, който е бил в споразумение с няколко предприемачи, които в замяна на пари биха го защитили от разследвания. Досието, което разследва експоненциално увеличените недвижими имоти и финансови притежания на Ди Пиетро, е извлечено от ръкопис на журналиста Филипо Фачи (идентифициран в статия във в. „Джорнале“ от 24 юли 1995 г.); разпространен анонимно в началото на 1993 г., след като е закупен от неуловим ирландски издател, съдържанието му ще се разпространи в журналистическите кампании срещу групата магистрати, проведени през следващите години, като досието „Ахил“ и другите обвинения, опровергани в съда, когато от 1995 г. различни присъди оценяват тези скандални кампании като неоснователни.
Веднага след изборите много индустриалци и политици са арестувани по обвинения в корупция. Разследванията започват в Милано, но бързо се разпространяват в други градове, докато признанията продължават. В основата на това експоненциално разширяване на разследванията е широко разпространената тенденция на политическите лидери да лишават по-маловажните политици, които са арестувани, от тяхната подкрепа: това кара много от тях да се чувстват предадени и често обвиняват други политици, които на свой ред обвиняват трети.
В новосформирания парламент четирипартийната партия (Християндемократическа партия, Италианска социалистическа партия, Италианска социалдемократическа партия и Италианска либерална партия) има тясно мнозинство и е прогресивно отслабена от последвалата вълна от арести и призовки. Когато през май току-що свиканите камари са призовани да изберат новия Президент на републиката, гласуването се провежда в атмосфера на много силно политическо напрежение (съдията Джовани Фалконе е убит в същите тези дни): първо кандидатурата на Арналдо Форлани е потулена, след това тази на Джулио Андреоти. В крайна сметка след 16 неуспешни гласувания е избран християндемократът Оскар Луиджи Скалфаро, избран само месец по-рано за председател на камарата. Едно от първите му решения като държавен глава е да не предоставя позиции на политици, близки до разследваните: Бетино Кракси, който се стреми да се върне на поста „Министър-председател на Италия“, трябва да се откаже от него в полза на Джулиано Амато.
През август Кракси атакува Ди Пиетро в партийния орган – вестник „Аванти!“ː „Не е злато всичко, що блести. Скоро ще открием, че Ди Пиетро е всичко друго, но не и героят, за когото слушаме. Има много, твърде много неясни аспекти относно Чисти ръце“.
На 2 септември 1992 г. се самоубива социалистът Серджо Морони. Малко преди това той пише писмо, в което се признава за виновен, заявявайки, че извършените престъпления не са били за негова лична изгода, а в полза на партията, и обвинява системата за финансиране на всички партии. Кракси, секретар на Италианската социалистическа партия, много близък до Морони, се нахвърлия срещу пресата и съдебната система, твърдейки, че е създаден „позорен климат“. Преди Морони други двама заподозрени се самоубиват: социалистът Ренато Аморезе, бивш секретар на партията в Лоди, и предприемачът Марио Майоки, вицепрезидент на Националната асоциация на строителите, разследван за подкупи на магистралата „Милано-Серавале“. И двамата са на свобода, а не в затвора.
През септември е оповестено разследване на прокуратурата в Бреша срещу бивш офицер от карабинерите, който очевидно е обиколил Италия, за да събере компрометираща информация за личния живот на Ди Пиетро: двама от приятелите му всъщност са получили парични предложения, за да разкрият, че магистратът използва наркотици. Разследването приключва.
Според някои изявления на самия Кракси началникът на полицията Винченцо Паризи се е срещнал с него и му е казал, че притежава телефонни записи за контакти между Ди Пиетро и адвоката Джузепе Лучибело по време на мистериозното им пътуване до Швейцария.

### Реакция на италианското обществено мнение
Общественото мнение в Италия, след първоначалното си объркване, масово застава на страната на Прокуратурата: законът за публичното финансиране на партиите се възприема като безсмислен, тъй като години наред е обясняван с необходимостта от поддържане на политиката, а сега се оказва, че не е елиминирал корупцията.
Раждат се спонтанни комитети и движения, организират се факелни шествия на солидарност с групата магистрати, появяват се графити като „Да живее Ди Пиетро“, „Ди Пиетро, не се предавай“, „Ди Пиетро ни кара да мечтаем“ и „Ди Пиетро, дръж се!“, и лозунги като „Подкуп, подкуп. Ами правата на хората?“ или „Милано е голям крадец, Ди Пиетро не прощава!“, или дори „Коломбо, Ди Пиетро: не се връщайте назад!“. Раздават се сапуни „Чисти ръце“ и часовници „Лятно часово време (на итал. „легално време“). В анкетите от онова време популярността на Ди Пиетро и групата магистрати достига рекордните 80%, т. нар. „праг на героя“.

### Дъжд от призовки
На местните избори през есента на 1992 г. кризата на традиционните партии се потвърждава: Християндекократическата партия и Италианската социалистическа партия губят по около половината от гласовете. По-специално в Мантуа, където се гласува за провинцията, Северната лига получава относително мнозинство, достигайки 34% от гласовете, докато Християндемократите падат до 14%, Демократическата партия на левицата от 32 на Италианската комунистическа партия до по-малко от 18% (към които трябва да се добавят 6,7% от Партията на комунистическото възраждане), Италианската социалистическа партия от 14,5 на 7,2%.
Разследванията продължават и се разширяват в цяла Италия, предлагайки панорама на широко разпространена корупция, от която нито един сектор на националната или местната политика не изглежда пощаден. Висши политици и предприемачи са разследвани и затрупани от градушка от призовки. Сред тях е и Бетино Кракси, който през февруари подава оставка като секретар на Италианската социалистическа партия. Огромен брой съдебни производства (72) са заведени и срещу ковчежника на Християндекократите Северино Читаристи. На 26 февруари призовка получава Джорджо Ла Малфа, секретар на Италианската републиканска партия (заменен от Джорджо Боджи), на 15 март е ред на либералния секретар Ренато Алтисимо (заменен от Рафаеле Коста), а на 29 март е разследван социалдемократът Карло Вицини (той оставя партийния секретариат на бившия магистрат Енрико Фери).
Водено от нарастващите народни протести, правителството на Джулиано Амато се ангажира да изисква оставката на всеки от своите членове, получили призовка. Разследванията неизбежно засягат и много министри, дотолкова че изпълнителната власт достига безпрецедентен процент на оставки.
След някои изявления на Умберто Боси относно участието на много високопоставена фигура, същите кръгове на миланската прокуратура разкриват „циркуляр“ на пресата, в който се уточнява, че нито една от висшите длъжности на държавата (Президентът на републиката, председателите на Камарата на депутатите и на Сената, Министър-председателят) е в центъра на вниманието на текущите разследвания.
Разследванията разкриват и наличието на лични сметки, където са пренасочени парите от подкупа, които следователно са използвани не само за обезпечаване на разходите на страните. Например, както е установено в решението на Миланския апелативен съд от 26 октомври 1999 г., Бетино Кракси е използвал средствата от подкупите, както и за да плати заплатите на редакторите на в. „Авантиǃ“, така и за поредица от недвусмислено лични употреби.
През февруари социалистът Силвано Ларини се предава и признава истината за Сметка „Протекция“, отворена в Швейцария, която има за свой истински получател Социалистическата партия в лицето на Клаудио Мартели (материален получател) и Бетино Кракси: Мартели подава оставка като министър на правосъдието и се самоотстранява  от партията, застрашавайки всяка възможност за наследяване на Кракси, който по това време е подал оставка като национален секретар. Мартели, обвинен в измамен фалит, е спасен благодарение на давността на престъплението, след като връща 800 млн. лири.
На новите административни избори на 6 юни 1993 г. петпартийната партийна система претърпява сериозен колапс: Христиандемократическата партия отново губи половината от гласовете си, а Италианската социалистическа партия на практика изчезва (в Милано, където тя е била главният герой на обществения живот в продължение на век, не успява да спечели дори един общински съветник). Северната лига става най-голямата политическа сила в Северна Италия, като завладява и Милано, където Марко Форментини е избран за кмет; лявата опозиция се доближава до мнозинство благодарение на факта, че Демократичната партия на левицата е доста умела в това да прави съюзи, но все още ѝ липсва единство и лидерство.
Въоръжената фаланга – дясна подривна формация, заподозряна във връзки с девиантни тайни служби, изпраща първата заплаха за смърт до групата магистрати. 
Според декларациите на някои разкаяли се, Мафията е планирала да елиминира Ди Пиетро като услуга, за да отвърне на политик от Севера.

### Указ „Консо“: „Изчистване“
На 5 март 1993 г. правителството приема законодателен указ (Указ „Консо“ на името на Джовани Консо, министърът на правосъдието, който го е предложил), който декриминализира незаконното финансиране на партии и поради тази причина е определен като „изчистване"“ Указът, който прилага текст, вече обсъден и одобрен от Комисията по конституционни въпроси на Сената, пази „лицемерно мълчание“ относно ретроактивната стойност на декриминализацията, която следователно би включвала и разследванията на Чисти ръце. Естествено това би било очевидна ретроактивност, тъй като член 2, втора алинея от Наказателния кодекс предвижда, че декриминализацията винаги има обратно действие, дори ако междувременно вече е настъпила неотменима присъда.
Алармата, че разследванията на Чисти ръце рискуват да бъдат покрити, е пусната от миланската група магистрати по телевизията: общественото мнение и вестниците са скандализирани, а президентът на републиката Оскар Луиджи Скалфаро за първи път в историята на републиката отказва да подпише указ-закон, който го счита за противоконституционен.
Карло Рипа ди Меана – министър на околната среда, подава оставка, след като гласува против указа в Министерския съвет. Няколко дни по-късно, на референдума от 18 април 1993 г. (иницииран от дисидента християндемократ Марио Сени), избирателите масово гласуват в подкрепа на въвеждането на мажоритарната избирателна система. Това е много силен политически сигнал за непрекъснато нарастващото недоверие към традиционната политика: правителството на Амато, което вижда резултата от референдума като знак на недоверие в себе си, подава оставка на 21 април.
Парламентът не успява да състави ново правителство и следователно Скалфаро решава да повери председателството на Съвета на управителя на Централната банка на Италия Карло Адзельо Чампи – първият неполитически министър-председател в италианската републиканска история. Чампи си поставя две основни цели: нов избирателен закон, който трябва да бъде написан под диктовката на референдума (който след това е одобрен през август същата година и чрез въвеждане на мнозинство от 3/4 и пропорционална система от 1/4 с блокирани списъции, той предава отчасти волята за референдума) и рестартирането на икономиката (която преживява много трудна стагнация, като лирата пада до историческо дъно).

### Протест срещу Кракси
На 29 април 1993 г. Камарата на депутатите отказва документа за съгласие (позволения за обвинително заключение) срещу Бетино Кракси, който по това време, като депутат, все още се ползва с парламентарен имунитет. Същия ден той се появява в залата и в реч признава, че е получил незаконно финансиране, но се оправдава с твърдението, че партиите не могат да се издържат със законни доходи и напада лицемерието на тези, които в парламента подкрепят тезите на магистратите, но в действителност и те са се облагодетелствали от системата за подкупи. Докато председателят на Камарата Джорджо Наполитано чете резултатите от гласуването срещу документа, депутатите от Северната лига и Италианското социално движение обиждат колегите си, като ги наричат крадци и измамници.
Общественото мнение в Италия смята, че спасяването на Бетино Кракси се дължи изключително на гласовете на парламентаристите от старото мнозинство, по-специално християндемократите и социалистите, които имат много разследвани представители. В действителност гласуването се провежда с тайно гласуване и преброяването показвва, че лагерът „не“ е по-широк, до степен да накара човек да подозира, че някои опозиционни парламентаристи (от Рете, Северната лига, Партията на комунистическото възраждане и Демократичната левица) също са гласували в полза на Кракси. Това се е случило, за да викат после „скандал“ и да се получат предсрочни избори, с парламентът избран все още с пропорционалната система съгласно техниката на използване на тайното гласуване, определено като „ход на коня“. 
Липсата на документа предизвиква много бурна реакция: Акиле Окето кара тримата министри от Демократичната партия на левицата (Аугусто Антонио Барбера, Луиджи Берлингуер и Винченцо Виско) да се оттеглят, докато Франческо Рутели подава оставка в знак на протест от новосъздаденото правителство на Чампи. На следващия ден римски гимназисти демонстрират по улиците на столицата: някои университети са окупирани, в много градове офисите на Италианската социалистическа партия са нападнати от демонстранти; същият национален участък на улица „Дел Корсо“ в Рим е подложен на хвърляне на камъни, предотвратено от някои полицейски служители. Следобед левите партии (Демократичната партия на левицата, Зелените, Партията на комунистическото възраждане и други) свикват демонстрация на площад „Навона“, докато Италианското социално движение организира паралелна демонстрация пред Монтечиторио: и двете призоват за разпускане на камарите. В края на демонстрациите група хора се приближават до хотел „Рафаел“ на пл. Фебо“ в центъра на Рим, който е капитолийската резиденция на Кракси. Когато бившият социалистически секретар напуска хотела, протестиращите хвърлят по него всякакви предмети, особено монети; други размахват банкноти, викайки: „Бетино, искаш ли и тези?“, а междувременно скандират лозунги срещу него, за когото се надяват той да попадне в затвора („Бетино, Бетино, затворът е близо!“) или дори да извърши самоубийство.
Магистратите от Милано, изготвили други документи за съгласие, обявяват, че ще обжалват пред Конституционния съд това, което смятат за намеса на парламента в техните правомощия. Няколко месеца по-късно, на 4 август, Камарата разрешава разследването на Кракси въз основа на четири нови искания за документи за съгласие.

### Случай на заразени кръвни продукти
През 1993 г. Дуилио Поджолини и други важни фигури в здравеопазването от онова време са разследвани за корупционна мрежа на различни нива, включително подкупи от фармацевтичните компании „Байер“ и „Бакстер Интерншънъл“ за продажба на флакони с цяла кръв и кръвни продукти, заразени с ХИВ и хепатит, взети от наркомани, осъдени и хора с рискови сексуални действия. Хората, които в резултат на това са заразени по време на кръвопреливане, стават пострадали страни по време на съдебните процеси.

### „Сезон на самоубийствата“ и атаки срещу Ди Пиетро
В средата на март е оповестен скандал за 250 млн. щатски долара, свързан с Eni (Националната агенция за въглеводороди – мултинационална компания, създадена от италианската държава като публичен икономически орган през 1953 г.). Потокът от обвинения, арести и самопризнания не спира. Междувременно Ди Пиетро поисква съдебна поръчка за сметките на Кракси в Хонконг. Въоръжената фаланга праща нова заплаха срещу Ди Пиетро: „Ще убием сина му“. През юни първият мениджър на Фининвест Алдо Бранкер е арестуван. Според журналиста Марко Травальо на 12 юли Силвио Берлускони е изпратил факс до вестник „Джорнале“, чийто собственик е неговият брат Паоло, като му е наредил да очерни разследващите магистрати, но режисьорът Индро Монтанели и сърежисьорът Федерико Орландо отказват.
Групата за разследване на организираната престъпност (GICO) на Флоренция приключва разследванията на автопарка в Милано и протекциите, предоставени от мафията: с тези обвинения през есента на 1993 г. Прокуратурата на Флоренция нарежда три месеца арести сред полицаите, които са сътрудничили на миланските магистрати. Докладът на GICO също цитира, в подкрепа на искането за арести, и един „сътрудник“ – Салваторе Маймоне, който също обвинява трима заместник-прокурори от Милано. След това Маймоне обявява, че обвиненията срещу прокурорите са били поискани от него и при всички случаи процесът срещу полицаите завършва с оправдателните им присъди.
На 20 юли 1993 г. бившият президент на Eni Габриеле Каляри, след повече от четири месеца превантивен затвор и четиринадесет разпита, се самоубива в банята на килията си. Решението да предприеме крайната стъпка узрява в предходните три седмици, в които той е написал шест писма, обосноваващи решението си. Вдовицата на Каляри, Бруна Ди Лука, връща 12 млрд. и 100 млн. лири през 1995 г., идващи от подкупи за 6 млрд. и 700 млн. лири и останалите 5 млрд. и 400 млн. лири от приходите от тяхното управление – единственият случай, при който освен капитала се връща и спечеленото от инвестицията. Три дни по-късно Раул Гардини – президент на групата „Феруци-Монтедисонт“ също се самоубива. Гардини е научил от своя адвокат, че е на път да участва в разследването на Чисти ръце за Процеса Енимонт – основния съдебен процес за сезона на Чисти ръце, който се провежда в Милано между 1993 и 2000 г., и който включва основните политически представители на Първата република, обвиняеми, заедно с някои предприемачи (включително много от групата Феруци, собственик на Монтедисон), за това, че са платили и прибрали в джоба си макси-подкуп от около 150 млрд. лири: пари, използвани за незаконно финансиране на партии (т. нар. „незаконно финансиране“). Оказва се, че голяма част от тези пари (около 2/3) са преминали през сметки в Института за религиозни дела – главната банка на Ватикана, изплатени под формата на държавни облигации. 
Някои предполагат, че самоубийството на Гардини е имало сред отключващите механизми, в допълнение към опита да избегне собственото си участие в случая Енимонт, също и намерението да не се излага на връзки с Коза Ностра, които излизат от разследванията. Трети дори предполагат, че самоубийството всъщност е предумишлено убийство в политическите кръгове и че е част от план за прикриване на корупция, към който принадлежи и предполагаемото самоубийство на Серджо Кастелари.
Връзката на Кастелари със скандала Енимонт е установена от позицията му на бивш генерален директор на Министерството на държавните холдинги, в чието качество Кастелари проследява, заедно с министър Франко Пига, цялата афера на съвместното предприя: и въпреки това няколко дни преди да изчезне и безжизненото му тяло да бъде намерено на хълм в Сакрофано, убит с огнестрелен изстрел в тила, той е изпратил на своя адвокат заявление, в което обяснява, че е бил напълно изключен от преговорите, които са приключили аферата Енимонт.

### Червени подкупи
Заместник-прокурорът Тициана Паренти, наскоро в миланската група магистрати през пролетта на 1993 г. става министър-председател на „червените подкупи“ в Италианската комунистическа партия - Демократичната левица с обвиненията срещу парламентариста Марчело Стефанини, ковчежник на Демократичната левица, за подкупите, дадени от групата на Феруци на Примо Греганти, т. нар. „Другар Г.“.
Във всеки случай Италианската комунистическа партия - Демократичната левица излизат сравнително невредими от скандалите. Италианската комунистическа партия има по-малко възможности да се възползва от системата за подкупи, както защото е изключена от централното управление, така и защото може да разчита на други средства за финансиране, разчитайки на връзката си с кооперативното движение. Обвинението срещу миланската група магистрати, че е действала под натиска на собствените си леви политически симпатии, е неубедително тълкуване и със сигурност не може да бъде валидно за някои от основните му членове.

### Процес „Кузани“
Междувременно започва делото срещу Серджо Кузани. Кузани е обвинен в престъпления, свързани със съвместно предприятие между ENI и Монтедисон, наречено Енимонт, в което той е действал като агент за връзка между бизнесмена Раул Гардини и националния политически свят: неговата лоялност към паметта на неговия стар покровител, трагично загинал, е може би единствената бариера пред още един призив за съучастие от страна на политиците, които все още са разследвани за сходните изявления на другите мениджъри на групата Феруци (Гарофало и Сама). Ето защо незабавната присъда, поискана изненадано от обвиняемия и бързо предоставена от прокуратурата, се превръща в неочаквана възможност да се сравни мълчанието на Кузани с доказателствата срещу него, показвайки как те са достатъчни за обвинителна структура, която след това също ще издържа теста на следващата част от процеса „Енимонт“. Процесът е излъчен на живо от Rai, записвайки рекордни рейтинги: известни са разгорещените словесни сблъсъци между Ди Пиетро и адвоката на Кузани, Джулиано Спацали, по време на които магистратът използва своя колоритен народен език (т. нар. „ дипиетровски“). Така той увеличава своята популярност и народна привързаност и този език става една от най-известните му характеристики.
Кузани не е видна фигура, но много видни политици са замесени в аферата „Енимонт“ и много от тях са призовани да дадат показания като свидетели. Сред тях е бившият министър-председател Арналдо Форлани, който в отговор на въпрос просто казва: „Не си спомням“. На цветните снимки и видеозаписи, направени от журналисти, Форлани изглежда много нервен и този образ стана символ на липсата на самоконтрол на тези, от които за първи път е потърсена отговорност за действията. Бетино Кракси обаче признава, че партията му е получила незаконните средства, но отрича те да възлизат на 93 млн. долара. Неговата защита отново е, че „всички го правеха“, но показанията му, за разлика от предишните, не са прекъснати от изслушващия го прокурор Антонио Ди Пиетро, който реагира на критиките за необичайното му процесуално поведение, заявявайки, че пред пресата, че за първи път е имало пълно признание.
И Северната лига, и разпуснатата Италианската комунистическа партия, които публично подкрепят магистратите и техните разследвания, са замесени в призивите за съучастие: въз основа на тях в последвалия процес „Енимонт“ Умберто Боси и бившият ковчежник Алесандро Патели са осъдени за получаване на 200 млн. лири незаконно финансиране, докато присъдите на Примо Греганти и някои милански представители засягат незначително Комунистическата партия. По време на процеса също така става ясно, че куфар с пари е пристигнал на ул. „Ботеге Оскуре“ в националния щаб на Италианската комунистическа партия, но разследванията са в застой, като се има предвид, че не са открити криминално значими елементи по отношение на физически лица. В тази връзка прокурорът Антонио Ди Пиетро казва: „Наказателната отговорност е лична, не мога да дам на съд лице, чието име е партия и чиято фамилия е „Комунист““. Въпреки това, някои от противниците на Ди Пиетро смятат, че премиерът не е направил всичко възможно, за да идентифицира членовете на Италианската комунистическа партия, отговорни за корупцията: хипотеза, която Ди Пиетро отхвърля като „автентична лъжа“.

### Мръсни пламъци
Междувременно разследванията надхвърлят границите на политиката: на 2 септември 1993 г. е арестуван миланският съдия Диего Курто.  На 13 март 1994 г. вестник „Джорнале“, който след противоречивата оставка на Индро Монтанели преминава в ръцете на Виторио Фелтри, свързва името на Курто и предприемача Салваторе Лигрести с магистратите от групата Пиеркамило Давиго, Антонио Ди Пиетро и Франческо Ди Маджо. Всички вероятно са членове на строителна кооперация. По-късно Фелтри е осъден за дифамация, тъй като тази кооперация никога не е съществувала. 
На 15 март Въоръжената фаланга отново заплашва Ди Пиетро: „Ще поставим тротил под колата му“.
На 26 април заместник-бригадният командир на Финансовата гвардия Пиетро ди Джовани казва на капитан Джанлуиджи Мильоли, че неговият водач на патрула, маршал Франческо Нанокио, му е дал плик с 2,5 млн. лири от Едилнорд. На следващия ден Ди Пиетро и Давиго отварят „виртуално досие“ и през следващите седмици 80 мъже от Финансовава гвардия (по тази причина е въведен терминът „Мръсни пламъци“) и 300 личности от индустрията са обвинени в корупция. През юни се разбира, че Фининвест също участва в разследването „Мръсни пламъци".
Същия ден Силвио Берлускони докладва на прокурора в Милано Джулио Кателани за предполагаеми злоупотреби с групата разследващи магистрати при претърсванията на офисите на Публиталия (изключителният рекламен концесионер на компанията на Берлускони Медиасет в Италия).

### Указ „Бионди“
През 1994 г. Силвио Берлускони влиза в политиката и в края на март партията му печели изборите. Малко след победата той публично предлага на Ди Пиетро да се присъедини към неговото правителство като министър на вътрешните работи и на Давиго като министър на правосъдието, но и двамата отказват. През 2006 г. Берлускони отрича някога да е молил двамата магистрати да се присъединят към неговото правителство.
През 1993 г. и след показанията му в процеса срещу Кузани се появяват все повече и повече доказателства срещу Бетино Кракси: с края на законодателния мандат и премахването на разрешението за продължаване перспективата за ареста му става все по-близка. На 15 април 1994 г., с началото на новия законодателен мандат, в който той не е номиниран повторно, неговият изборен парламентарен мандат се прекратява и, следователно неговият имунитет срещу арест се прекратява. На 12 май 1994 г. паспортът му е отнет поради опасност от бягство, но вече е твърде късно, защото Кракси, както научаваме едва на 18 май, вече е в Хамамет, Тунис; на 5 май е забелязан в Париж. На 21 юли 1995 г. той е официално обявен за беглец.
На 13 юли 1994 г. правителството издава декрет-закон (т.нар. „Декрет Бионди“ – на името на тогавашния министър на правосъдието Алфредо Бионди, наречен унизително от критиците „декрет за спасяване на крадци“), който благоприятства домашния арест в предпазната фаза за по-голямата част от корупционните престъпления: престъпленията, свързани с организираната престъпност, тероризма, подривната дейност, отвличането и трафика на наркотици са изключени от указа. По същество обвиняемият може да бъде държан в затвора само ако рискът от бягство е реален и всяка друга мярка изглежда неадекватна. Възможността за договаряне на вината също е разширена.
Указът е гласуван в същия ден, в който Италия побеждава България на полуфиналите на Световното първенство през 1994 г. Това съвпадение подхранва подозрението, че те искат да използват момент, в който общественото мнение е отвлечено от Световното първенство. Франческо Саверио Борели противоречиво заявява: „Те се възползват от футболен мач, за да издадат указа.“ Министрите одобряват указа единодушно (въпреки известния скептицизъм от страна на Рафаеле Коста и Алтеро Матеоли) и на следващия ден той е подписан от държавнияглана Оскар Луиджи Скалфаро.
Няколко дни по-късно са публикувани първите изображения на политиците, обвинени в корупция, които са освободени от затвора в резултат на Указ „Бионди“. Сред най-сензационните изявления е това на бившия министър на здравеопазването Франческо Де Лоренцо, който е предизвикан от група млади хора, когато стига до дома си в центъра на Рим. Освобождаването на Де Лоренцо от затвора предизвиква множество противоречия, тъй като хората намират кражбите срещу Националната здравна служба за особено омразни.
Повечето от магистратите от групата „Чисти ръце“ заявават, че ще спазват законите на държавата, включително Декрета „Бионди“, но че не могат да работят в ситуация на конфликт между дълга и съвестта си, като поискват с прочетено изявление от Ди Пиетро на живо по телевизията, да бъдат „възложени на други роли“. В текста, подписан от Антонио Ди Пиетро, Пиеркамило Давиго, Франческо Греко и Герардо Коломбо, е написано:
| „ | Досега смятахме, че работата ни може да послужи за намаляване на незаконността в обществото, убедени, че необходимостта от прилагане на закона спрямо всички е общоприета. Според нас днешният указ закон вече не ни позволява да се справяме ефективно с престъпленията, които сме разследвали досега. Всъщност хората, които са получили убедителни доказателства за сериозни корупционни действия, не могат да бъдат изпратени в затвора, дори и за да им попречим да продължат да извършват престъпления и да планират да предотвратят разкриването на предишни престъпления, дори да подкупят хората, на които сме поверили разследванията срещу тях. Когато законът, поради очевидни различия в третирането, противоречи на чувствата за справедливост и честност, става много трудно човек да изпълнява задълженията си, без да се чувства като инструмент на несправедливостта. Затова уведомихме прокурора за нашата решимост да поискаме възможно най-бързо възлагане на друга и различна роля, при изпълнението на която няма рязък контраст между това, което чувства съвестта и това, което налага законът. | “ |

Италианското обществено мнение се възмущава: т. нар. хора на факсовете съобщава несъгласието си в редакциите на вестниците и телевизията. Магистратите от Генуа се отказват от „делегациите“, тоест от специфичните си задължения: Националният алианс и Северната лига – съюзниците на Берлускони, се дистанцират от декрета, който набързо е оттеглен. Наистина се говори за недоразумение и министърът на вътрешните работи Роберто Марони твърди, че текстът не отговаря на съдържанието, одобрено на Министерския съвет.  Според изявление на самия Марони указът е вдъхновен от министъра на отбраната Чезаре Превити, адвокат на Берлускони. На 29 юли Паоло Берлускони е арестуван (и след това освободен от затвора) по обвинения в корупция.

### Жалба срещу групата магистрати
През септември министърът на връзките с парламента Джулиано Ферара обявява намерението си да осъди групата от магистрати за атака срещу конституцията. Само Борели е докладван и по-късно е оправдан.
На 29 септември Серджо Кузани съди съдиите от групата за клевета и пропуск на официални действия. Генерал Джузепе Черчиело, обвинен в скандала „Мръсни пламъци“, докладва на CSM за Борели, Коломбо и Ди Пиетро за предполагаеми маневри около съдията по предварителни разследвания Андреа Падалино. Съдебните процеси ще покажат, че всички тези обвинения са измислици.
Ди Пиетро продължава разследванията си срещу Берлускони: на 3 октомври Джулио Традати, друг мениджър на Фининвест, е арестуван, брат му Паоло е изправен пред съда. Открити са нови доказателства за тайните фондове на Кракси, включително суперподкуп от 10 милиарда лири от Берлускони до бившия социалистически секретар, чрез офшорна компания „Ол Ибериан“.
На 14 октомври министърът на правосъдието Бионди започва първата проверка срещу магистратите. За инспекторите всички проучвания на групата са правилни. Въоръжената фаланга изпраща нови заплахи: „Дните на Ди Пиетро са преброени. Животът му скоро ще свърши“.
На 9 ноември при претърсване на дома на адвоката на Финивест Масимо Мария Берути магистратите откриват доказателства, че Берлускони е наредил корупцията на компанията да бъде подправена; това е картичка, адресирана до Президентството на Министерския съвет с думите „ПРОПУСКИ за изслушване“ и датата 8 юни 1994 г. Този ден Берути влиза в Палацо Киджи в 20:45 часа, за да говори с министър-председателя и след като си тръгва след около половин час, той се обажда по телефона на дома на пенсиониран финансист - бившия маршал Алберто Корадо, за да го помоли да накара Анджело Танка, обвинен в получаване на пари след данъчна проверка в Мондадори през 1991 г. 
На 21 ноември, по заповед на Борели, карабинерите уведомяват Берлускони по телефона за поканата да се яви и му съобщават две от трите обвинения, които му се приписват. Новината е разкрита ексклузивно на следващия ден от в. Кориере дела Сера“ и Берлускони обвинява магистратите, че са нарушили тайната на разследването, предавайки новината на вестника. По-късно се разбира, че източници, близки до Берлускони, са предали новината на вестника. Разследванията на прокуратурата в Бреша водят до оправдаването на магистратите по обвинението за нарушаване на тайната (тъй като тайната пада, когато заинтересованата страна научава за поканата да се яви) и обвиненията на Берлускони са отхвърлени.
На 23 ноември застрахователят Джанкарло Горини отива в Министерството на правосъдието и изобличава Ди Пиетро: той го изнудва и поисква от него безлихвен заем от 100 милиона, мерцедес, попечителство над съпругата му, адвокатката Сузана Мацолени, всички каузи на неговата компания, поемането на всички дългове, сключени на конните надбягвания от някой си Елеутерио Реа. На 24 Бионди започва паралелно и тайно разследване на магистрата.  Но ръководителят на инспекторите Диначи доверява на съдия Де Биази (отговорен за провеждането на разследването), че „ Превити е казал да унищожат Ди Пиетро и че на Горини е било платено“.
На 26 ноември Ди Пиетро е предупреден от самия Превити, че министерството му приготвя „отровно кюфте“. След като се консултира с колегите си в групата магистрати, Ди Пиетро решава да състави меморандум, който да изпрати на Висшия съвет на съдебната власт. След това размисля и на 6 декември, след последния обвинителен акт за процеса „Енимонт“, подава оставка от съдебната власт. Хор от яростни коментари и яростни обвинения срещу „силните сили“, които са накарали Ди Пиетро да абдикира, се надигат от цялата страна. ANM казва, че демокрацията е застрашена, Масимо Д'Алема се изразява с почти подобни думи, има седящи стачки и демонстрации, в които повтарящата се фраза е: „Той ни остави сами“. Тълпата, събрала се пред Съдебната палата в Милано, възхвалява Прокуратурата и се надига срещу правителството. Има епизоди на нетърпимост срещу Джани Пило, депутат от Форца Италия, и радикала Марко Тарадаш. Берлускони твърди, че напускането на Ди Пиетро от съдийската система е оставило лош вкус в устата, но никой не му повярва.
Разследването на „Мръсни пламъци“ е прехвърлено от Касационния съд в Бреша. Де Биази закрива разследването срещу Ди Пиетро, освобождавайки го напълно: „Фактите нямат дисциплинарно значение“.
Берлускони е в затруднение не само поради правни въпроси, но и на политическо и правителствено ниво: на 12 ноември има обща стачка срещу пенсионната реформа, която също е оспорвана от неговите съюзници от Северната лига. Следобед на 14 ноември Боси се среща с Роко Бутильоне и Масимо Д'Алема (опозиционни парламентаристи) и тримата решават заедно да гласуват вот на недоверие на правителството; три дни по-късно пристигат предложенията за вот на недоверие, един от PDS, един подписан от Лигата и популярната партия на Бутильоне (плюс един от PRC).
На 19 декември Берлускони, във видеообръщение, осъжда към страната „злоупотребата“, извършена срещу гражданите, които му дават парламентарното мнозинство на 27 и 28 март, и несправедливостта на продължаващата криза; три дни по-късно Боси официално обявява, че Северната лига ще премахне доверието в изпълнителната власт, въпреки вътрешните разцепления, а Берлускони (без да чака решението на парламента) представя на Скалфаро оставката на правителството, което остава на поста за обикновената администрация.

### Жалби срещу Ди Пиетро и други магистрати
На 13 януари Ламберто Дини получава задачата да състави техническо правителство, което печели доверието на Камарата с 302 гласа "за" (Прогресивният фронт и Северната лига), 270 въздържали се (Полюсът за свободите) и 39 гласа "против" (PRC); вотът е повторен без много вариации в Сената.
През февруари жалбата на Кузани срещу Ди Пиетро е отхвърлена от съдията за предварително разследване на Бреша. Атака срещу Херардо Д'Амброзио е осуетена.
GICO на Флоренция възобновява разследването на Аутопарко. На прокуратурата е предадено досие от 263 страници с точни обвинения срещу магистратите Ди Маджо, Нобили, Армандо Спатаро и Илда Бокасини. Тогава прокуратурата прекратява окончателно разследването.
През пролетта някои вестници съобщават, че Ди Пиетро ще бъде кандидат за Камарата на депутатите в листите на Полюса на свободата. Ди Пиетро след няколко срещи с Берлускони и Превити, които отнемат накрая в адвокатската кантора на последния, той отрича предстоящото си влизане в политиката, като дава да се разбере, че няма да подкрепи никоя партия.
На 7 април Ди Пиетро е осъден от адвоката Карло Таормина и от генерал Черчиело за предполагаемия натиск върху маршал на  Карабинерите да разобличи Берлускони и Черчиело. Маршалът отрича всичко и обвинението е отхвърлено от съдията за предварително разследване на Бреша.
На 13 април Берлускони в интервю за телевизионната програма „Темпо Реале“ твърди, че Ди Пиетро му е доверил, че изобщо не е съгласен с поканата да се яви срещу него, но вече бившият премиер отрича това .
На 5 май министърът на правосъдието Филипо Манкузо обявява нова проверка в Милано. Съдиите са оказали натиск върху инспекторите, вече изпратени от Бионди, да оневинят групата на магистратите. Образувано е и разследване на самоубийствата на Габриеле Каляри и Серджо Морони. Проверките напълно оневиняват групата, а в доклада на Чисти ръце се защитава за изключителната коректност на действията на магистратите.
PG Гателани започва неофициално разследване срещу Борели. Седмичен вестник публикува снимки на магистрата, яздещ кон с инициалите Дж. Г. (инициалите на Джанкарло Горини). В действителност конят принадлежи на Джовани Дженари,  син на известния финансист Джузепе Дженари, който през 1992 г.е главният герой в поглъщането на Националната банка на земеделието]]; Борели съобщава за Кателани на Висшия съвет на съдебната власт.
На 20 май Берлускони и други ръководители на Фининвест са изпратени на съд по обвинения в подкупване на Финансовата гвардия.
През юни 1995 г. министър-председателят на Бреша Фабио Саламоне разпитва Горини и Паоло Пилитери, след което вписва Ди Пиетро в регистъра на разследваните за изнудване: той твърди, че е оказвал натиск върху предприемачите Горини и Д'Адамо да поемат дълговете на Реа. На 11 юни Ди Пиетро е разследван за друго изнудване срещу Горини (заем от 100 милиона, мерцедес и пакет искове от застраховката на Горини в полза на офиса на съпругата на бившия премиер Сузана Мацолени). На 19 юни Саламоне също разследва Ди Пиетро за злоупотреба със служебно положение и за оказване на натиск върху миланските политици да направят Реа командир на миланската пътна полиция.
Вестник „Джорнале“публикува нова информация срещу Давиго: магистратът трябва да е бил член на кооперация,  ръководена от генерал Черчиело, обвинен в корупция. В действителност Давиго напуска кооперацията веднага след присъединяването на Серсиело.
Берлускони подава жалба до Върховния касационен съд за предполагаемо изтичане на информация срещу него и за безмилостното преследване на групата от магистратите срещу компаниите му.
На 20 юни се разпространява фалшивата новина, че Ди Пиетро е арестуван. Малко след това, на 30 юни, Бетино Кракси от Тунис изпраща дълъг факс до всички редакции на вестници, в който съобщава телефонните записи, които Паризи му е дал, и заявява, че желае да бъде разпитан от Саламоне. В писмо до вестник „Джорнале“ той обяснява, че „последните разследвания показват, че Мани Пулите са били блъф . Бях прав, когато твърдях, че Ди Пиетро е бил манипулиран.“ В последващо писмо Кракси осъжда пътуването на Ди Пиетро до Коста Рика, по време на което той се съгласиява с висши представители на международните финанси относно разследванията на Чисти ръце. По-късно е открито (по това време, веднага след разкриването на обвиненията, Ди Пиетро отрича да е бил в Коста Рика и Австрия), че Ди Пиетро е изпратен там от съображения за сигурност, като разкаял се разкри, че мафията е искала да го убие.

### Досие „Ахил“ и дело „Диначи“
През септември 1995 г. Ди Пиетро докладва за двама агенти от неговия ескорт: вместо да го защитават, те са съобщавале за движението му на други. Той също така изобличава агента на SISMI Роберто Наполи, който признава, че го е шпионирал по заповед на тайните служби (т. нар. „Досие Ахил“, поръчано от неизвестен подбудител, за да опетни групата магистрати) от края на 1992 г.
Междувременно обаче Ди Пиетро получава нови обвинения: твърди, че е плащал аренда на ниски цени за апартамент в центъра на Милано и за злоупотреба със служебно положение в плана за компютъризация на прокуратурата в Милано, който той ръководи в края на на 80-те г . Обвинения от всякакъв вид (включително фалшива идеология и злоупотреба със служебно положение) също идват срещу Давиго, Борели, Коломбо и други милански магистрати. През ноември прокуратурата в Рим разследва Борели, Давиго, Коломбо и съдията за предварителнир азследвания Итали Гити, защото са изнудвали ръководителя на министерските инспектори Уго Диначи чрез разследване срещу сина му Филипо.
На 20 декември 1995 г. е направено паралелно искане Ди Пиетро да бъде изправен пред съда за „изнудване и злоупотреба със служебно положение “ (по-специално това се отнася до добре известните връзки на Ди Пиетро с фалиралия Горини и с началника на миланската пътна полиция Елеутерио Реа); и на Паоло Берлускони, Чезаре Превити, Уго Диначи (магистрат и министерски инспектор на мисия в Милано) за това, че са замислили заговор срещу бившия премиер, принуждавайки го да напусне съдебната власт. Разследващите магистрати от Бреша установяват, че Ди Пиетро не е извършил никакво престъпление; най-много да отговаря като магистрат за някакво дисциплинарно поведение. Но тъй като той вече не е магистрат, всички наказателни дела са приключени. По същия начин те ще установят, че не е имало заговор Ди Пиетро да подаде оставка, като се има предвид, че решението му да напусне съдебната власт е предшествало евентуална маневра на клана Берлускони.
Между края на 1996 г. и началото на новата година Ди Пиетро и групата магистрати постепенно са освободени от всички обвинения. Още през декември 1995 г. съдияте за предварително разследвания на Бреша приключва всички разследвания на Саламоне. Саламоне наистина е цензуриран и докладван на Висшия съвет на съдебната власт : той е брат на човек, осъден от Ди Пиетро на 18 месеца затвор. На 16 януари 1998 г. Саламоне е окончателно осъден от съвета. 
На 29 март GIP на Бреша оправдава Ди Пиетро за всички престъпления, които му се приписват (по-специално за обвиненията на Горини) с формулата: „Фактите не съществуват“.  Впоследствие Апелативният съд потвърди това решение на 9 юли 1997 г. Присъдата също обвинява Горини, че се е споразумял по различните обвинения срещу Ди Пиетро заедно с Паоло Берлускони и Серджо Кузани.
Подофицерите от карабинерите Джовани Страцери и Феличе Кортикия са осъдени за клевета срещу Ди Пиетро. Впоследствие Саламоне съди Ди Пиетро за клевета, но впоследствие искът му е отхвърлен от Гражданския съд на Рим на 13 октомври 2003 г. 
Също през 1996 г. са проведени нови предсрочни политически избори: Уливо, лявоцентристка коалиция, печели. Романо Проди става министър-председател, а Ди Пиетро е назначен за министър на благоустройството . Няколко месеца по-късно той подава оставка заради нови обвинения. Накрая оправдан, през 1997 г., той се кандидатира за Сената с Уливо в избирателния район Муджело, считан за „брониран“ избирателен район на лявоцентристите, оставен вакантен поради оставката на Пино Арлаки, където е избран с около 67% от гласовете консенсус, като побеждава Джулиано Ферара, опонент на Полюса за свободи, който умишлено се кандидатира срещу Ди Пиетро (той взема 16,14% от гласовете), и Сандро Курци, подкрепен от PRC и Зелените, който взема 13%  .